# Jugorje
Jugorje – wieś w Słowenii, w gminie miejskiej Novo mesto. W 2018 roku liczyła 72 mieszkańców. 